# Gloydius intermedius
Gloydius intermedius är en ormart som beskrevs av Strauch 1868. Gloydius intermedius ingår i släktet Gloydius och familjen huggormar. Inga underarter finns listade i Catalogue of Life.
Arten förekommer i nordöstra Kina, på Koreahalvön och i angränsande regioner av Ryssland. Honor lägger inga ägg utan föder levande ungar.